# Oom Island
Oom Island (norwegisch Uksøy) ist eine kleine Insel vor der Mawson-Küste des ostantarktischen Mac-Robertson-Lands. In der Oom Bay liegt sie 800 m nordöstlich des Campbell Head.
Norwegische Kartographen kartierten sie anhand von Luftaufnahmen der Lars-Christensen-Expedition 1936/37. Das Antarctic Names Committee of Australia benannte sie nach Karl Erik Oom (1904–1972), Kartograph der British Australian and New Zealand Antarctic Research Expedition (1929–1931) unter der Leitung des australischen Polarforschers Douglas Mawson.